# Liste der Einträge im National Register of Historic Places im Briscoe County
Die Liste der Registered Historic Places im Briscoe County führt alle Bauwerke und historischen Stätten im texanischen Briscoe County auf, die in das National Register of Historic Places aufgenommen wurden.

## Aktuelle Einträge
| Lfd. Nr. | Name im NRHP                  | Bild | Datum der Eintragung | Adresse/Lage          | Ort       | NRHP-ID  | Beschreibung |
| -------- | ----------------------------- | ---- | -------------------- | --------------------- | --------- | -------- | ------------ |
| 1        | Lake Theo Folsom Site Complex |      | 28. Apr. 1975        | Address Restricted    | Quitaque  | 75001960 |              |
| 2        | Mayfield Dugout               |      | 18. Juni 1973        | 7 mi. NW of Silverton | Silverton | 73001960 |              |